# Lug Samoborski
Lug Samoborski – wieś w Chorwacji, w żupanii zagrzebskiej, w mieście Samobor. W 2011 roku liczyła 981 mieszkańców.